# Ян Цзюнь (футболист)
Не путать с Ян Цзюнем, китайским чиновником эпохи империи Цзинь

Ян Цзюнь (кит. упр. 杨君, пиньинь Yáng Jūn; 10 июня 1981, Тяньцзинь) — китайский футболист, вратарь клуба «Тяньцзинь Цюаньцзянь».

## Клубная карьера
Ян Цзюнь считался[кем?] талантливым молодым голкипером, начинал выступления за клуб из родного города «Тяньцзинь Локомотив» и практически сразу привлёк внимание клуба высшего дивизиона Китая «Циндао Ичжун Хайню». Два сезона отыграл за молодёжных состав, а в сезоне 2001 года дебютировал за основную команду «Циндао». В команде стал выступать в основном составе, к концу сезона 2002 года выходил в двадцати матчах. В течение нескольких сезонов был основным голкипером, однако по собственному желанию был отдан в аренду в клуб второго дивизиона «Чанчунь Ятай», который в этом же году завоевал право выступать в Суперлиге. Однако игрок покинул команду и вновь был отдан в аренду, на этот раз в «Бэйцзин Гоань», за который сыграл всего четыре матча.
«Чанчунь» выражал желание вновь пригласить Яна в команду, однако перед началом сезона 2007 года он перешёл в другой клуб Суперлиги «Тяньцзинь Тэда», где сразу же стал первым номером. Следующий год был одним из самых успешных в карьере игрока, с командой он смог попасть в четвёрку лучших клубов Суперлиги и впервые квалифицироваться для участия в Лиге Чемпионов АФК. Выступление в розыгрыше Лиги Чемпионов 2009 года было не очень удачным, Ян Цзюнь сыграл все матчи группового турнира, но команда не прошла в следующий раунд. Кроме того, игрок был временным капитаном команды в отсутствие капитана Ван Сяо. В следующем году команда финишировала шестой, а клуб решил расстаться с игроком. В итоге, не найдя покупателя, Ян и его одноклубник Хань Яньмин были вынуждены тренироваться с «Тяньцзинь Локомотив».
12 мая 2011 года дебютировал за клуб «Гуанчжоу Эвергранд» во втором раунде национального Кубка, выйдя на замену вместо Ли Шуая на последних минутах матча. Игрок оставил хорошее впечатление в серии пенальти, однако по итогам драматичного матча «Гуанчжоу» проиграл «Гуйчжоу Жэньхэ» со счётом 12-11. В матче Суперлиги дебютировал 29 мая 2011 года в матче против «Чанчунь Ятай» после того, как основной вратарь получил травму. В отсутствие Ли Шуая оставался основным вратарём команды и помог клубу стать чемпионом Суперлиги сезона 2011 года. После прихода в клуб итальянского тренера Марчелло Липпи вновь потерял место в основе. В сезоне 2013 года стал третьим вратарём команды после прихода в «Гуанчжоу» игрока национальной сборной Цзэн Чэна.
С «Гуанчжоу Эвергранд» завоевал большинство титулов и наград.
В феврале 2014 года Ян на правах свободного агента перешёл в клуб второго дивизиона «Шэньян Чжунцзе».

## Международная карьера
Приглашался в сборную Китая по футболу для участия в Кубке Азии 2007 года. На турнире был вторым вратарём сборной после Ли Лэйлэя. Сыграл всего в одном матче против сборной Узбекистана, команда проиграла со счётом 3-0, а Китай покинул турнир.

## Достижения
«Гуанчжоу Эвергранд»
- Чемпион Китая: (3), 2011, 2012, 2013
- Обладатель Кубка Китая: (1), 2012
- Обладатель Суперкубка Китая: (1), 2012
- Победитель Лиги чемпионов АФК : (1), 2013